# Het dal der beloften
The plains of passage (Het dal der beloften), uitgegeven in november 1990, is het vierde boek van de serie Earth's Children (De Aardkinderen) van de Amerikaanse schrijfster Jean M. Auel.

## Introductie
De reeks speelt zich af tijdens een laat deel (35.000 tot 25.000 jaar geleden) van de laatste ijstijd, het Weichselien, op verschillende locaties in het deel van Europa dat niet bedekt is met gletsjers. Het beschrijft voornamelijk het leven van hoofdrolspeelster Ayla, een cro-magnonmens die opgroeit bij een groep neanderthalers.

## Verhaal
Ayla, Jondalar, Wolf, Whinney en Renner vertrekken bij de mammoetjagers om terug te keren naar de mensen van Jondalar. Hiervoor moeten ze langs de grote moederrivier de Donau reizen. Tijdens deze tocht beleven ze veel bijzondere avonturen en komt Ayla erachter dat niet alle mensen het beste met hen voor hebben. De ontmoeting met Attaroa kost haar bijna het leven.
Deel 1: De stam van de holenbeer · Deel 2: De vallei van de paarden · Deel 3: De mammoetjagers · Deel 4: Het dal der beloften · Deel 5: Een vuurplaats in steen · Deel 6: Het lied van de grotten